# Henricus Jacobus Charles Tendeloo
Henricus Jacobus Charles Tendeloo (* 20. Juli 1896 in Tebing Tinggi (Sumatra); † 6. Juli 1984 in Renkum) war ein niederländischer Chemiker.

## Leben und Wirken
Henricus Jacobus Charles war der Sohn des Dr. Henricus Johannes Emile Tendeloo (* 31. Dezember 1859 in Amoerang (Indonesien); † 22. Mai 1903 in Tandjong Poera (Indonesien)) und dessen Frau Jeanne Cornelia Stamm'ler (auch: Stamler, * Januar 1869 in Probolingo; † 31. Juli 1947 in Oudenrijn). Er besuchte das Gymnasium in Leiden und begann 1916 an der Universität Utrecht ein naturwissenschaftliches Studium. Nachdem er 1918 sein Kandidatenexamen bestanden hatte, absolvierte er seinen Militärdienst und wurde anschließend Lehrer für Mathe, Chemie, sowie Biologie am Willem Lodewijk Gymnasium in Groningen. 1920 setzte Tendeloo seine Studien fort und wurde Assistent der organischen Chemie bei Pieter van Romburgh. Nach der Absolvierung seines Doktorexamens 1922, wechselte er 1923 als Assistent der physikalischen Chemie zu Hugo Rudolph Kruyt. Am 18. Januar 1926 promovierte er mit dem Thema Lading en hydratatie (Deutsch: Beladung und Hydrierung) zum Doktor der Naturwissenschaften, wobei er den Einfluss verschiedener Elektrolyte auf Solen untersuchte.
Nach seiner Promotion arbeitete Tendeloo als Chemiker in einer Leim- und Gelatinefabrik in Delft und ab 1928 bei der Bataafsche Petroleum Maatschappij in Amsterdam. 1931 wendete er sich wieder der Ausbildung zu und wurde Lektor für Chemie an der Landbauhochschule in Wageningen, welche Aufgabe er am 2. Februar desselben Jahres mit der Antrittsrede Localisaties op grensvlakken (Deutsch: Lokalisierung an den Schnittstellen) begann. Während jener Zeit beschäftigte er sich mit Forschungen der Kolloidchemie im Bereich der Agraranwendung, wobei der Fokus auf den Ionenaustausch im Boden und den damit verbundenen elektrischen Bestimmungsmethoden legte. So untersuchte er den Boden und die Milch, mit besonderem Augenmerk auf den Mechanismus der Koagulation. Nachfolgend die Niederschlagauswirkung auf den Boden, welche in bestimmten Tiefen auftreten und als Ausflockungsphänomene interpretiert wurden.
Gemeinsam mit Aale Pasveer (* 1. März 1909 in Middelburg; † 4. Oktober 2001 in Oudewater) wurden die Wirkungen des Labenzyms auf ein Kalziumaerosol viskosimetrisch untersucht und als Kolloidchemische Koagulation bestimmt. Um die Komplexität von Landwirtschaftssystemen zu erschließen, wendete er sich Untersuchungen der Austauschkapazität von Erdmineralien zu, wobei hier im Fokus die Titration von Humus und humösen Böden stand. Ab 1934 lenkte Tendeloo seine Untersuchungen auf Adsorptionselektronen, welche in der landwirtschaftlichen Chemie zur Bestimmung von Wasserstoff und Kalziumionen dienen. Dabei wurden unterschiedliche Werkstoffe bei der Schaffung der Elektronen verwendet. Die Studien an Glas bewirkten das Elektronenverhalten an Pflanzenwurzeln zu untersuchen. Dabei wurde eine Glaselektrode gefunden, welche auf Kationen reagierte. Neben Publikationen dieser wissenschaftlichen Untersuchungen, veröffentlichte Tendeloo auch Lehrbücher. So entstand 1944 ein Lehrbuch der Kolloidchemie und 1955 das Lehrbuch Grondslagen der psysische chemie (Deutsch: Grundlagen der physikalischen Chemie).
Seine zahlreichen wissenschaftlichen Bestrebungen, bewirkten auch eine Anerkennung seiner Arbeit. Man ernannt ihn 1937 zum außerordentlichen, 1945 zum ordentlichen Professor für physikalische und Kolloidchemie in Wageningen und 1937 zum Ritter des Ordens vom niederländischen Löwen. Allerdings musste er in seinem Leben auch Tiefpunkte erleben. Während der deutschen Besetzung der Niederlande im Zweiten Weltkrieg, wurde Tendeloo inhaftiert und von 1942 bis 1943 in den Lagern in Haren und St. Michielsgestel interniert. Nach dem Zweiten Weltkrieg nahm er wieder seine Lehrtätigkeit in Wageningen wieder auf. Tendeloo wurde Direktor einer Versuchsstation der Niederländischen Organisation für Angewandte Naturwissenschaftliche Forschung (TNO) in Groningen und 1950/51 wählte man ihn zum Rektor der Landwirtschaftlichen Bildungseinrichtung in Wageningen, wobei er in dieser Funktion die Grundlagen vieler Bauvorhaben der nachfolgenden Jahre legte. Ab 1939 war er Mitglied der Koninklijke Nederlandse Chemische Vereniging (KNCV), deren Vorsitzender er nach dem Zweiten Weltkrieg und später Ehrenmitglied wurde. Neben seiner wissenschaftlichen Tätigkeit engagierte er sich auch für politische Belange. So war er von 1939 bis 1941 Stadtrat in Wageningen als Mitglied des Vrijzinnig Democratische Bond und ab 1945 in selber Funktion für die Partij van de Arbeid tätig. 1962 schied Tendeloo aus Altersgründen aus seiner Lehrtätigkeit.

## Familie
Tendeloo war zwei Mal verheiratet. Seine erste Ehe schloss er am 10. Oktober 1926 in Delft mit Marie Antoinette Grondhout (* 8. Dezember 1905 in Leiden; † 16. Juni 1983 in Heerhugowaard). Aus der Ehe stammen zwei Töchter. Nach der Scheidung seiner ersten Ehe am 27. April 1933 in Den Haag, ging er am 22. Mai 1934 mit Annie Josephine de Groof (* 14. April 1899 Hansweert; † 26. Dezember 1988 in Wageningen) eine erneute Ehe ein. Die Ehe blieb kinderlos. Von seinen Kindern kennt man die Töchter Cornelle Ellen Eugenie Tendeloo (* August 1929) und Henrica Antoinette Tendeloo (* November 1930).

## Werke (Auswahl)
- Lading en hydratatie. Paris, Amsterdam 1926 (Online)
- Localisaties op grensvlakken. Veebman, Wageningen 1931
- Deel en geheel. Wageningen 1937
- Handleiding voor de praktika anorganische analyse, physische chemie en kolloid chemie. Kniphorst, Wageningen 1940; 3. Aufl. Kniphorst, Wageningen 1945
- Physische chemie. 2. Aufl. Kniphorst, Wageningen 1946
- De techniek van het verenigingsleven. 2. Aufl. Nijgh & van Ditmar, Rotterdam 1951
- Kolloidchemie. Noorduijn, Gorinchem, 1944; 2. Aufl. Noorduijn, Gorinchem, 1947; 3. Aufl. Noorduijn, Gorinchem 1952
- De steen der wijzen in dze tijd. H. Veenman, Wageningen 1951
- Grondslagen der physische chemie. Kniphorst, Wageningen 1955
- Chromosomes lectures held at the conference on chromosomes, Wageningen, April 16-19, 1956. Tjeenk Eillink, Zwolle 1956
- Enzymes. Tjeenk Eillink, Zwolle 1959